# Бойкович, Светлана
Све́тлана «Це́ца» Бо́йкович (серб. Светлана „Цеца“ Бојковић; род. 14 декабря 1947, Земун, Сербия) — одна из самых известных сербских актрис. Она известна выполнением главных ролей в популярних телесериалах и своей карьерой в театре.

## Биография
Она родилась в Земуне в семье отца Цветко, из города Куманово, офицера, военного топографа, а затем и полковника и мамы Вери, родившаяся Илич, домохозяйки из города Княжевац. Она выросла в центре Белграда, на Врачаре.
Она выступала в различных театрах, любительский театр «ДАДОВ», Белградский драматический театр, Югославской драматический театр, Национальный театр в Белграде, театр «Ателье 212», Сербский национальный театр, городской театр Панчево, театр Гардош-Земун, театр «Культ», театр «Пуж», театр «Модерна гаража», городской театр Будва, Национальный театр Республики Сербской.
Она получила награду «Добричин прстен» (высшая награда за жизненные театральные достижения в Сербии) в 2005 году и награду «Велика Жанка» в 2001 году.
С 2001 года профессор ФДУ (Факультета драматического искусства) в Белграде.
Вдова актёра Милоша Жутича и режиссёра Любомира Драшкича. Мать актрисы Катарины Жутич.

## Избранная фильмография
- 1972 — «Чучук Стана» / Чучук Стана - Чучук Стана
- 1977 — «Пёс, который любил поезда» / Пас који је волео возове — Мика
- 1978 — «На грани провала» / Повратак отписаних - Стана

Избранные телесериалы:
- 1987—1991 — «Лучшая жизнь» / Бољи живот — Эмилия Попадич
- 1993—1996 — «Счастливые люди» / Срећни људи — Антония Милорадович
- 1998—2001 — «Породично благо» / Породично благо — Валерия Гавричович
- 2006—2008 — «Белый корабль» / Бела лађа — Ясмина Пантелич
- 2007—2008 — «Липовая улица» / Улица липа — Дуда